# تيكا
التيكا (بالإنجليزية: Tekka)‏ هو نوع من أنواع التوابل، يتكون من جذور الأرقطيون الكبير، والجزر، وجذر الزنجبيل، وجذر اللوتس، والتي تُقلب وتُغلى لتُصبح مسحوق مركّز.
كان يستغرق وقت التحضير التقليدي 16 ساعة (على نار خفيفة)، إلا أن التحضير بشكل أسرع أصبح ممكنًا.